# تهی‌کلاله‌ایان
تهی‌کلاله‌ایان (نام علمی: Coelogyninae) نام یک subtribe از تیره ثعلبیان است.
این گل در رنگ های سفید ، صورتی ، و به وفور زرد یافت می شود.